# Bieke Masselis
Bieke Masselis (1978) is een Belgische voormalige atlete, die gespecialiseerd was in de sprint. Zij veroverde één Belgische titel.

## Biografie
Masselis werd in 1996 Belgisch kampioene op de 400 m. Eerder dat jaar had ze met een persoonlijk record ook het beloftenkampioenschap gewonnen. Daarna lag ze drie jaar buiten strijd wegens blessures. Ze heeft haar prestaties van 1996 nooit meer kunnen evenaren of verbeteren.
Masselis is aangesloten bij  Atletiek Zuid West (AZW), waar ze actief is als jeugdtrainster. Ze studeerde wiskunde aan de KULAK en de Katholieke Universiteit Leuven en werd lector aan de HOWEST in Kortrijk.

## Belgische kampioenschappen
Outdoor
| Onderdeel | Jaar |
| --------- | ---- |
| 400 m     | 1996 |

## Persoonlijke records
Outdoor
| Onderdeel | Prestatie | Datum        | Plaats    |
| --------- | --------- | ------------ | --------- |
| 200 m     | 24,67 s   | 23 juni 1996 | Vilvoorde |
| 400 m     | 55,17 s   | 2 juni 1996  | Jambes    |

## Palmares

### 400 m
- 1996:  BK AC – 55,61 s